# Редфілд (Техас)
Редфілд (англ. Redfield) — переписна місцевість (CDP) в США, в окрузі Накодочес штату Техас. Населення — 392 особи (2020).

## Географія
Редфілд розташований за координатами 31°40′45″ пн. ш. 94°39′47″ зх. д. / 31.67917° пн. ш. 94.66306° зх. д. (31.679084, -94.663171).  За даними Бюро перепису населення США в 2010 році переписна місцевість мала площу 4,33 км², з яких 4,32 км² — суходіл та 0,01 км² — водойми. В 2017 році площа становила 4,10 км², з яких 4,08 км² — суходіл та 0,01 км² — водойми.

## Демографія
Згідно з переписом 2010 року, у переписній місцевості мешкала 441 особа в 172 домогосподарствах у складі 121 родини. Густота населення становила 102 особи/км².  Було 206 помешкань (48/км²).
Расовий склад населення:
| - 81,0 % — білих - 12,0 % — чорних або афроамериканців - 6,1 % — осіб інших рас |

До двох чи більше рас належало 0,9 %. Частка іспаномовних становила 19,7 % від усіх жителів.
За віковим діапазоном населення розподілялося таким чином: 25,4 % — особи молодші 18 років, 61,0 % — особи у віці 18—64 років, 13,6 % — особи у віці 65 років та старші. Медіана віку мешканця становила 32,6 року. На 100 осіб жіночої статі у переписній місцевості припадало 106,1 чоловіків;  на 100 жінок у віці від 18 років та старших — 109,6 чоловіків також старших 18 років.
Середній дохід на одне домашнє господарство  становив 26 778 доларів США (медіана — 21 250), а середній дохід на одну сім'ю — 31 801 долар (медіана — 23 512). За межею бідності перебувало 57,6 % осіб, у тому числі 70,7 % дітей у віці до 18 років та 0,0 % осіб у віці 65 років та старших.
Цивільне працевлаштоване населення становило 176 осіб. Основні галузі зайнятості: науковці, спеціалісти, менеджери — 34,1 %, мистецтво, розваги та відпочинок — 19,3 %, виробництво — 14,2 %, фінанси, страхування та нерухомість — 11,4 %.